# Ludwig-Georgs-Gymnasium
Das Ludwig-Georgs-Gymnasium (kurz: LGG) ist ein Gymnasium in Darmstadt. Es legt besonderen Wert auf humanistische und altsprachliche Bildung. Das Ludwig-Georgs-Gymnasium wurde am 22. April 1629 von Landgraf Ludwig V. und dessen Sohn Georg II. gegründet. Damit ist es das älteste Gymnasium in Südhessen. Das Bauwerk steht unter Denkmalschutz und ist ein geschütztes Kulturgut nach der Haager Konvention.

## Geschichte
Am 22. April 1629 wurde das „Paedagogium Darmstadium“ als lutherische Gelehrtenschule im Beisein von Landgraf Georg II. feierlich eröffnet. Anfang 1831 zog das Gymnasium aus dem Pädagog in das ehemalige Darmstädter Waisenhaus ganz in der Nähe um, weil es an Platz fehlte.

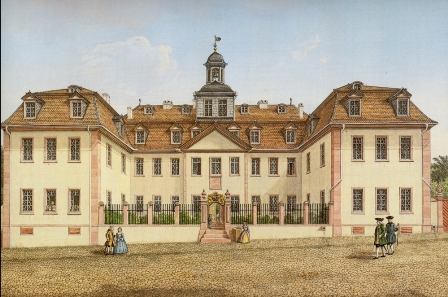
Das 1944 völlig zerstörte Waisenhaus diente seit 1831 als Schulgebäude des Ludwig-Georgs-Gymnasiums

1879 erhielt die Schule nach ihren beiden Gründern den Namen Ludwig-Georgs-Gymnasium. Im Zweiten Weltkrieg wurden Pädagogium und Waisenhaus 1944 zusammen mit dem größten Teil Darmstadts zerstört, und das Ludwig-Georgs-Gymnasium in der Karlsstraße musste zunächst in verschiedenen anderen Schulen der Stadt untergebracht werden. Erst 1955 konnte die Schule ihr neues Gebäude beziehen, das der Architekt Max Taut im Bauhaus-Stil entworfen hatte.
Die Schule unterhält ein eigenes Archiv mit bis ins 18. Jahrhundert zurückreichenden Unterlagen der Schulgeschichte. Ein Teil der historischen Dokumente zur Entwicklung des Gymnasiums und zu ehemaligen Schülern wird darüber hinaus im Stadtarchiv Darmstadt aufbewahrt.

### Das Ludwig-Georgs-Gymnasium heute
Ab der fünften Jahrgangsstufe lernen die Schüler als erste Fremdsprache Latein und als zweite Fremdsprache Englisch. Nach der achten Jahrgangsstufe können die Schüler zwischen Altgriechisch, Französisch, Spanisch und Informatik wählen. Die gymnasiale Oberstufe beginnt ab der elften Jahrgangsstufe. Damit stellt das Ludwig-Georgs-Gymnasium die Schulform des neunjährigen Gymnasiums (G9) dar.
Neben Latein und Griechisch als angebotenen Altsprachen gibt es, in Form einer Arbeitsgemeinschaft (AG), auch die Möglichkeit Althebräisch zu lernen und nach drei Jahren eine Prüfung abzulegen, um das Hebraicum zu erlangen. Ferner gibt es eine Vielzahl weiterer AGs an, die musische (z.B Ukulele), sportliche (z.b Fahrad AG), sowie technische Arbeitsgruppen (z.b Modellbahn) beinhalten.
Die Schülerzeitung trägt den Namen EULE und ist benannt nach dem Symbol der Schule, der Eule der griechischen Göttin Athene, gleichzeitig das Zeichen der Weisheit. Die vierzig Seiten starke Ausgabe erscheint vierteljährlich jeweils vor den Ferien. Sie erscheint seit 1986 und ist somit die Älteste Schülerzeitung Darmstadts

### Gebäude und Kunst am Bau

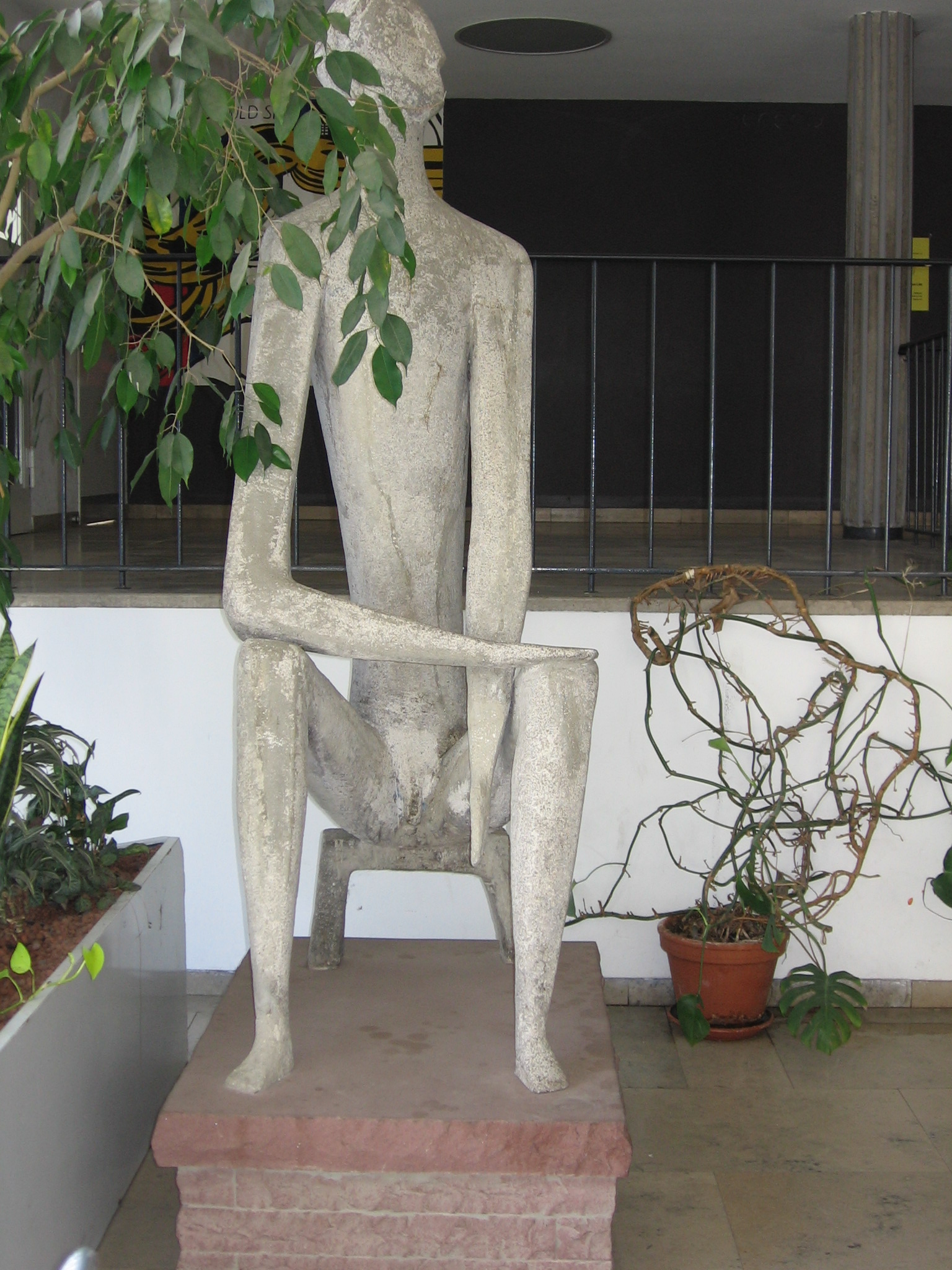
Großer Sitzender von Helmut Brinckmann

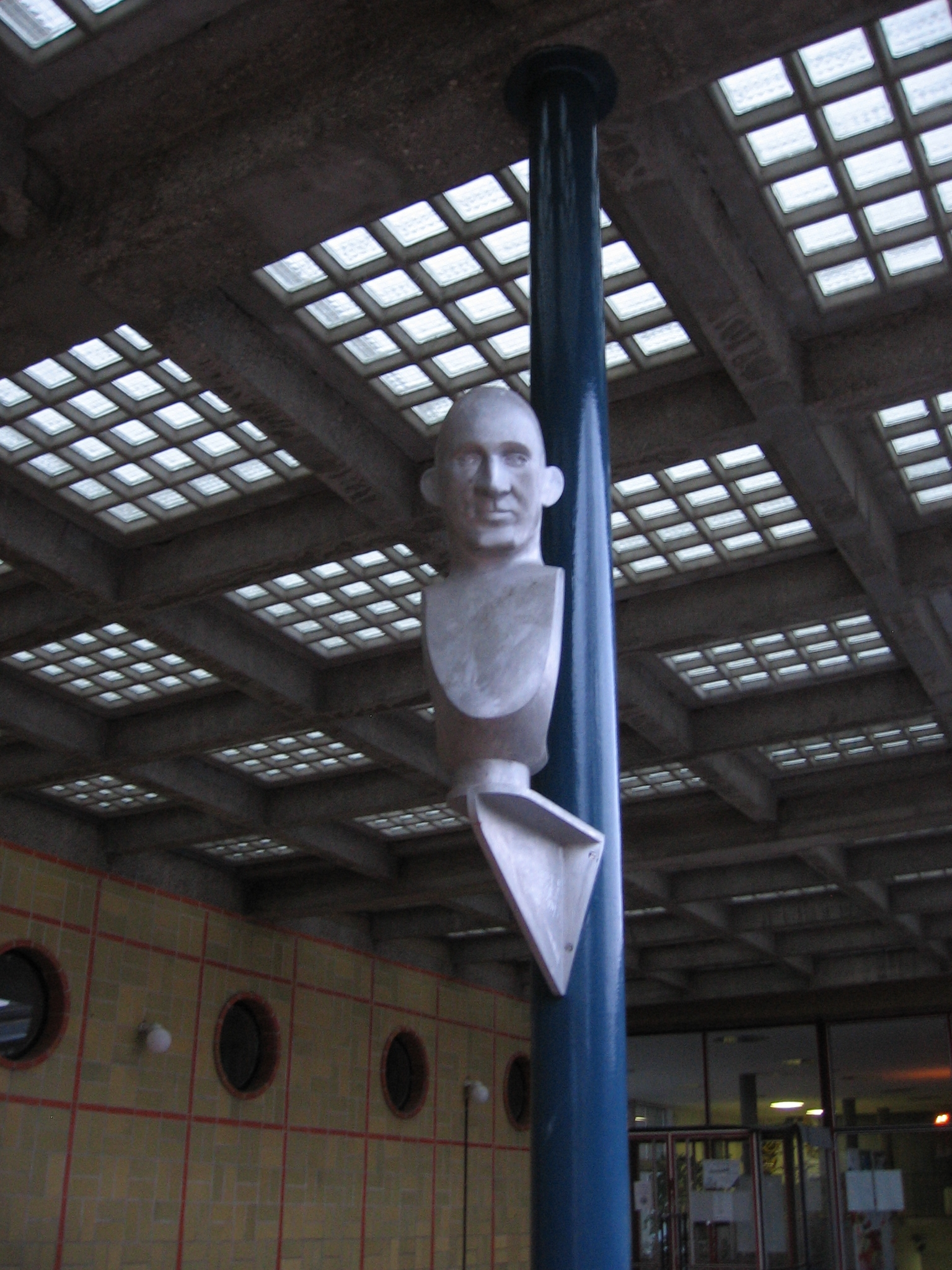
Gedenkbüste des ehemaligen Schülers Karl Plagge

Das von 1952 bis 1955 nach Plänen des Architekten Max Taut errichtete Schulgebäude gehört zu den fünf ausgeführten Darmstädter Meisterbauten. Taut versuchte eine Freiluftschule zu konzipieren ohne auf die Vorteile eines Stockwerkbaus verzichten zu müssen. Bei der Ausführungsplanung musste aber der ursprüngliche Entwurf aufgegeben werden. Es entstand eine ausgefachte Betonrahmenkonstruktion mit gleichen Stützenabständen, die normierte Außenwandelemente erlaubte. Für jeden Klassenraum im B-Bau wurde eine Loggia als Freiluft-Klassensaal ausgeführt. Jedoch mussten diese Freiluft-Klassenräume 1963 wegen steigender Schülerzahlen in reguläre Klassenräume umgebaut werden.
Um die als Kunst am Bau aufgestellten Plastiken Großer Sitzender von Helmut Brinckmann und Zwei Figuren in Beziehung II von Bernhard Heiliger gab es 1955 eine heftige Kontroverse. Da „einer Mehrheit der Bevölkerung“ diese Figuren als zu abstrakt ablehne, beschloss die Stadtverordnetenversammlung, sie zu entfernen. Erst ein Aufruf „Mahnung zur Vernunft“, den 45 Persönlichkeiten des kulturellen und wirtschaftlichen Lebens von Darmstadt an die Bevölkerung richteten und der sich gegen Besudelung und Verunglimpfung wandte und sich für die Freiheit und den Schutz der Kunst aussprach, sowie Telegramme des Deutschen Künstlerbunds und des Allgemeinen Studentenausschusses der Hochschule für Bildende Kunst in West-Berlin an den Darmstädter Bürgermeister konnten dies verhindern. Unter den Unterzeichnern des Aufrufs waren Persönlichkeiten wie Ludwig Metzger, von 1951 bis 1953 Minister für Erziehung und Volksbildung des Landes Hessen, Ludwig Prinz von Hessen und Otto Bartning, Präsident des Bundes Deutscher Architekten. Seit Juni 2005 befindet sich auf dem Schulhof ein Schulteich. Die Sanierung des Pausenhallendachs dauerte über ein Jahr und war Ende Januar 2006 abgeschlossen, nachdem Anfang Dezember 2005 das Pausendach wieder seine Glasbausteine erhalten hatte und im Januar ein zweites Dach aus Glasplatten über den eigentlichen Bausteinen fertiggestellt wurde. Dieses Dach ist im Vergleich zum vorherigen lichtdurchlässiger. Seit dem 10. Februar 2006 befindet sich an einer der Säulen des neuen Dachs eine Aluminiumbüste des Bildhauers Gerhard Roese, von Major Karl Plagge, einem der wenigen Deutschen, die die Auszeichnung Gerechter unter den Völkern tragen, und der Schüler des LGGs war. Im Jahr 2009 wurde mit Sanierungsarbeiten begonnen, bis 2015 sollen diese komplett abgeschlossen sein. 2023 wurde an dem anderen Gebäude auch mit Sanierungsarbeiten begonnen, die bis zu den Sommerferien 2025 beendet wurden 

### Familienfreundliche Schule
Bereits vor einigen Jahren entstand die Idee, Schülern die am Nachmittag noch Unterricht oder Arbeitsgemeinschaften haben ein Mittagessen anzubieten. Ein Versuch, dies in der Cafeteria zu realisieren, scheiterte an der zu geringen Nachfrage seitens der Schüler und deren Eltern. Jedoch wäre die Schaffung von geeigneten Räumen im LGG, bedingt durch die zentrale Lage und dem Denkmalschutz des Gebäudes, nicht ohne teure bauliche Veränderungen zu realisieren gewesen. Deshalb wurde eine Kooperation mit dem Verein „Die Villa – Verein für innovative Jugendhilfe e. V.“ eingegangen. Zum einen liegt das Jugendhaus „huette“ des Vereins in der Nähe, und zum anderen hat der Verein bereits Erfahrungen auf diesem Gebiet mit der benachbarten Viktoriaschule gesammelt.
Da der Raum in der „huette“, bedingt durch das achtjährige Gymnasium, jedoch in absehbarer Zeit erschöpft sein würde, wurde nach einer weiterführenden Lösung gesucht. Diese wurde mit Räumen der bauverein AG in der Kirchstraße 8 gefunden. Das „aquarium“ ist ein Projekt der Stadt Darmstadt, des Vereins „Die Villa“ und der bauverein AG (siehe Public Private Partnership). Der Name leitet sich ab aus dem einer zur Unterführung Kirchstraße hin gelegenen großen Glasfront. Die Räume wurden seit Anfang des Jahres 2007 von der bauverein AG aufwändig saniert und am 22. Oktober 2007 offiziell eingeweiht.
Bisher bundesweit einmalig ist an diesem Projekt die Einbeziehung der Schülerschaft. Eine Arbeitsgruppe, bestehend aus Lehrern, dem Trägerverein und Schülern, vor allem Mitgliedern der Schülervertretung, begleiteten das Projekt von Beginn an. Diese Arbeitsgruppe fungierte hier an vielen Stellen als entschiedene Instanz und erarbeitete das inhaltliche Konzept. Des Weiteren wurden die Räume nach den Wünschen und Anregungen dieser Gruppe gestaltet. Die Gruppe wird auch nach der Inbetriebnahme des aquariums weiter bestehen, um Anfragen anderer Gruppen der Schule zu beantworten und das inhaltliche Konzept weiterzuentwickeln.
Das Konzept sieht Nutzung des aquariums von Schülern ab der siebten Jahrgangsstufe vor. Schüler der fünften und sechsten Jahrgangsstufe verbrachten seit Sommer 2010 bis ca. 2019 ihre Mittagspause im Cafe Latino gegenüber der Schule. Des Weiteren war neben der Nutzung als Raum für die Mittagspausen eine Nutzung in Freistunden durch die Oberstufe vorgesehen.

## Persönlichkeiten (Schüler und Lehrer)

### Bis 1800
- Philipp Casimir Schlosser (1658–1712), evangelischer Theologe und Hochschullehrer
- Ludwig Heinrich Schlosser (1663–1723), Liederdichter, Lehrer und Pfarrer
- Johann Konrad Dippel (1673–1734), Alchemist
- Johann Conrad Lichtenberg (1689–1751), Theologe
- Johann Martin Wenck (1704–1761), Pädagoge
- Helfrich Peter Sturz (1736–1779), Schriftsteller
- Johann Gottlieb Portmann (1739–1798), Komponist
- Helfrich Bernhard Wenck (1739–1803), Historiker und Pädagoge
- Johann Heinrich Merck (1741–1791), Naturforscher, Schriftsteller
- Friedrich August Wilhelm Wenck (1741–1810), Historiker
- Georg Christoph Lichtenberg (1742–1799), Physiker, Schriftsteller
- Heinrich Philipp Boßler (1744–1812), Musikverleger, Unternehmer, Musikjournalist, Impresario
- Ernst Schleiermacher (1755–1844), Naturwissenschaftler und Museumsdirektor
- Christian Heinrich Rinck (1770–1846), Komponist
- Philipp Engel von Klipstein (1777–1866), Forstmann und Landtagsabgeordneter
- Johann Wilhelm Christian Steiner (1785–1870), Topograph, Historiker und Jurist, Abschluss 1804
- Friedrich Wilhelm Schulz (1797–1860), Publizist
- Julius Karl Friedrich Dilthey (1797–1857), Philologe und Direktor des Gymnasiums
- Friedrich Münch (1799–1881), Politiker
- Friedrich Maximilian Hessemer (1800–1860), Architekt und Schriftsteller

### 19. Jahrhundert
- Abraham Alexander Wolff (1801–1891), Rabbiner
- August Nodnagel (1803–1853), Dichter, Schüler und Lehrer
- August Lucas (1803–1863), Maler
- Johann Jakob Kaup (1803–1873), Paläontologe und Zoologe
- Justus von Liebig (1803–1873), Chemiker
- Hermann Stockhausen (1804–1852), Jurist
- Ludwig Karl Wittich (1805–1870), Dichter
- Georg Gottfried Gervinus (1805–1871), Politiker
- Christian Boßler (1810–1877), Altphilologe und ehemaliger Schüler sowie Direktor der Anstalt
- Georg Büchner (1813–1837), Schriftsteller
- Karl Minnigerode (1814–1894), Revolutionär
- Ernst Elias Niebergall (1815–1843), Schriftsteller
- Gustav Baur (1816–1889), Theologe
- Hermann von Rosenberg (1817–1888), Naturforscher
- Georg Sandhaas (1823–1865), Rechtswissenschaftler, Rechtshistoriker und Hochschullehrer, Schüler bis 1840
- Carl Scriba (1823–1883), Buchhändler und Abgeordneter in Hessen
- Karl Müller (1825–1905), Theologe und Naturforscher
- Georg Ludwig (1826–1910), Psychiater
- Maximilian Rieger (1828–1909), Germanist und Schriftsteller
- Wilhelm von Ploennies (1828–1871), Schriftsteller
- August Kekulé (1829–1896), Chemiker
- Hermann von Bechtold (1836–1902), Verwaltungsjurist
- Gustav Krug von Nidda (1836–1918), hessischer Staatsrat
- Ludwig August Boßler (1838–1913), Philologe, Gymnasiallehrer und -direktor, Ortsnamenforscher sowie Botaniker
- Ludwig von Senarclens-Grancy (1839–1910), Jurist
- Alexander von Brill (1842–1935), Mathematiker
- Georg von Hertling (1843–1919), Politiker
- Alexander Friedrich (1843–1906), Landtagsabgeordneter, 1873 bis 1906 Lehrer und Professor am LGG
- Wilhelm Küchler (1846–1900), Finanzminister
- Wilhelm von Menges (1846–1916), Offizier
- August Ewald (1849–1924), Physiologe
- Wilhelm Riedesel zu Eisenbach (1850–1918), Beamter
- Adolf Morneweg (1851–1909), Oberbürgermeister
- Richard Anschütz (1852–1937), Chemiker
- Emil Knodt (1852–1924), evangelischer Theologe
- Bernhard Mangold (1852–1924), Altphilologe und Direktor des Gymnasiums
- Ludwig Hoffmann (1852–1932), Architekt
- Ludwig Münch (1852–1922), Lehrer und Landtagsabgeordneter
- Alfred Messel (1853–1909), Architekt
- Isaak Bacharach (1854–1942), Mathematiker
- Georg Best (1855–1946), Politiker
- Peter Dettweiler (1856–1907), Altphilologe, Direktor des Gymnasiums
- Alexander I. (1857–1893), Fürst von Bulgarien
- Eduard Anthes (1859–1922), Prähistoriker
- Wilhelm Hallwachs (1859–1922), Physiker
- Friedrich Dingeldey (1859–1939), Mathematiker
- Ludwig Heck (1860–1951), Zoologe
- Gustav Römheld (1861–1933), Jurist, Geheimer Kabinettsrat und Museumsdirektor
- Karl Wirtz (1861–1928), Elektroingenieur
- Arthur Osann (1862–1924), Politiker und Jurist
- Friedrich Schwally (1863–1919), Orientalist
- Karl Eger (1864–1945), evangelischer Theologe
- Albrecht Schmidt (1864–1945), Chemiker
- Ferdinand Noack (1865–1931), Archäologe
- August Köhler (1866–1948), Optiker
- Erwin Preuschen (1867–1920), evangelischer Theologe
- Stefan George (1868–1933), Dichter
- Otto von Pfister-Schwaighusen (1868–1952), Landgerichtsdirektor, Schriftsteller und Dichter
- Karl Wolfskehl (1869–1948), Schriftsteller
- Oskar Kohnstamm (1871–1917), Neurologe
- Wilhelm Diehl (1871–1944), ev. Theologe und Kirchenhistoriker
- Eduard Wolfskehl (1874–1943), Regierungsbaumeister
- Ernst Vogt (1877–1918), Historiker
- Otto Frey (1877–1952), Architekt
- Otto Buchinger (1878–1966), Mediziner
- Otto Keller (1879–1947), Politiker
- Otto Schönewolf (1879–1908), evangelischer Theologe
- Georg Blecher (1880–1938), Heimatforscher
- Friedrich Gundolf (1880–1931), Literaturwissenschaftler
- Waldemar Petersen (1880–1946), Elektrotechniker und AEG-Direktor
- Karl Grein (1881–1957), evangelischer Theologe
- Karl Freund (1882–1943), Kunsthistoriker
- Curt Habicht (1883–1945), Kunsthistoriker
- Emil Preetorius (1883–1973), Grafiker
- Hans Petersen (1885–1963), Richter am Volksgerichtshof, SA-Führer
- Alexander Rüstow (1885–1963), Soziologe
- Joseph Schlippe (1885–1970), Architekt
- Karl Merck (1886–1968), Industrieller
- Hermann Kalbfuß (1887–1918), Historiker
- Wilhelm Vollrath (1887–1968), ev. Theologe
- Karl Thylmann (1888–1916), Künstler, Schriftsteller
- Willy Moog (1888–1935), Philosoph
- Otto Schilling-Trygophorus (1888–1976), Jurist
- Paul Gengnagel (1889–1978), Kirchenmusiker
- Hermann Kaiser (1889–1978), Theaterwissenschaftler
- Hans Staudinger (1889–1980), Politiker und Wirtschaftswissenschaftler
- Wilhelm Walther (1889–1940), Komponist
- Wilhelm Petersen (1890–1957), Komponist
- Kasimir Edschmid (1890–1966), Schriftsteller
- Paul Ramdohr (1890–1985), Mineraloge
- Friedrich Glum (1891–1974), Jurist
- Heinz Lossen (1893–1967), Mediziner
- Hans Schiebelhuth (1895–1944), Schriftsteller
- Carl Gunschmann (1895–1984), Maler
- Theodor Haubach (1896–1945), Widerstandskämpfer
- Justus Cronenbold (1897–1977), Landtagsabgeordneter
- Albrecht Götze (1897–1971), Altorientalist
- Carlo Mierendorff (1897–1943), Widerstandskämpfer
- Karl Plagge (1897–1957), Wehrmachtsoffizier und Judenretter
- Karl Wolff (1900–1984), SS-Obergruppenführer
- Joseph Würth (1900–1948), Verleger

### 20. Jahrhundert
- Walter Geiger (1901–1995), liberaler Landtagsabgeordneter
- Ernst Glaeser (1902–1963), Schriftsteller
- Heinrich von Brentano (1904–1964), Politiker
- Friedrich Siebert (1906–1987), Dirigent und Komponist
- Ludwig Petry (1908–1991), Historiker
- Ernst Samesreuther (1908–1995), Architekt
- Hans-Joachim Mangold (1909–nach 1969), Diplomat
- Otto Buggisch (1910–1991), Mathematiklehrer
- Karl Fitting (1912–1990), Jurist
- Otto Röhm (1912–2004), Unternehmer
- Georg Lehn (1915–1996), Schauspieler
- Erich Klingelhöfer (1919–1985), Altphilologe
- Peter Berglar (1919–1989), Historiker
- Wolfgang Leydhecker (1919–1995), Augenarzt und Hochschullehrer an der Julius-Maximilians-Universität Würzburg.
- Robert Goldmann (1921–2018), Journalist
- Heinz Friedrich (1922–2004), Verleger
- Klaus Mayer (1923–2022), katholischer Priester
- Eckart Walger (1924–2003), Geologe
- Lotte Köhler (1925–2022), Psychoanalytikerin
- Kurt Werner (1925–2005), Unternehmer
- Wolfgang Rolly (1927–2008), Bischof
- Arnulf Zitelmann (1929–2023), Schriftsteller
- Volker Klotz (1930–2023), Literaturwissenschaftler
- Horst Rumpf (1930–2022), Pädagoge und Autor
- Udo Kollatz (1931–2022), Verwaltungsjurist
- Guenther Roth (1931–2019), Soziologe
- Wilhelm Riedel (1933–2018), Schriftsteller
- Manfred Schlösser (* 1934), Verleger
- Heinz Holzhauer (* 1935), Jurist
- Helmut Markwort (* 1936), Journalist
- Heiner Knell (1937–2017), Archäologe
- Martin Warnke (1937–2019), Kunsthistoriker
- Paul Bernd Spahn (1939–2025), Ökonom
- Helmut Castritius (1941–2019), Althistoriker
- Tilman Evers (* 1942), Sozialwissenschaftler
- Uwe Wesp (* 1942), Meteorologe
- Henriette Beese (1944–1998), Literaturwissenschaftlerin
- Gert Heidenreich (* 1944), Schriftsteller
- Hartmut Ring (* 1946), Informatiker
- Claus Dörr (* 1947), Richter am BGH
- Hans Mondorf (1947–2022), Diplomat
- Martin Quack (* 1948), Chemiker
- Lothar Krieg (* 1955), Leichtathlet
- Friedrich Kröhnke (* 1956), Schriftsteller
- Sigrun Jakubaschke (* 1957), Künstlerin und Hochschullehrerin
- Andreas Graf von Arnim (1958–2005), Manager
- Jan Koneffke (* 1960), Schriftsteller
- Christian Pietsch (* 1960), Altphilologe
- Tilman Hoppstock (* 1961), Konzertgitarrist
- Svend Hansen (* 1962), Archäologe
- Volker Schultz (* 1962), Wirtschaftsingenieur
- Patricia Lips (* 1963), Politikerin, MdB
- Markus Schmitz (1963–2009), Altphilologe
- Heinrich Amadeus Wolff (* 1965), Richter des BVerfG
- Matthias Matschke (* 1968), Schauspieler
- Jörg Schindler (* 1968), Journalist
- Christoph Thiele (* 1968), Mathematiker
- Jan Stenger (* 1972), Altphilologe
- Friedrich Curtius (* 1976), Jurist und Sportfunktionär
- Mario Fischer (* 1976), Theologe
- Jan Wilke (* 1980), Komponist
- Isang David Enders (* 1988), Cellist
- Ole Heiland (* 1997), Jazzmusiker